# Premi Rosa Argelaguet i Isanta
El premi Rosa Argelaguet i Isanta és un guardó que va néixer l'any 2021, per iniciativa de l'Ajuntament de Manresa, amb la voluntat de reconèixer, promocionar i sensibilitzar el paper d’aquelles dones que han contribuït activament en alguna activitat d’investigació, de divulgació o de docència en l’àmbit de les ciències. Alhora, el premi vol reconèixer la figura de Rosa Argelaguet i Isanta, enginyera i política catalana que va dirigir l'Escola Politècnica Superior d'Enginyeria de Manresa (EPSEM) de la Universitat Politècnica de Catalunya (UPC) i que al llarg de la seva carrera va treballar per despertar vocacions científiques femenines.

## Història
Es va crear l'any 2021 amb l'objectiu de promoure l’accés i la participació plena i equitativa de la dona a les ciències, objectiu pel qual va treballar amb total dedicació Rosa Argelaguet i Isanta i, per aquest motiu, s'entrega 11 de febrer, Dia Internacional de les Dones i les Nenes en la Ciència. El premi permet treballar l'objectiu 5 de l'agenda 2030 de Desenvolupament Sostenible (ODS), per aconseguir la igualtat de gènere i apoderar totes les dones i nenes. Cada any l'Ajuntament de Manresa convoca el guardó i un dels seus requisits és que les candidatures han de ser proposades per alguna de les universitats o entitats que conformen el Campus Manresa (Escola Politècnica Superior d’Enginyeria de Manresa, UManresa-Universitat de Vic-Universitat Central de Catalunya i Biblioteca del Campus Universitari de Manresa. Per a la valoració també es tindrà en compte que la persona a reconèixer hagi nascut o tingui un vincle fort i inequívoc amb la comarca del Bages o a la regió de la Catalunya Central.
El premi no te dotació econòmica i és merament honorífic; consisteix en el lliurament d’un guardó en reconeixement de la seva tasca en un acte obert al públic en general. Els estudiants del cicle formatiu de grau superior d’il·lustració de l’Escola d’Art de Manresa van participar en el disseny del guardó que representa la figura d’una dona aguantant una esfera, que simbolitza el món, i que està envoltada amb un engranatge, amb la voluntat d’aportar al món els seus coneixements d’enginyeria. Per altra banda, el Centre de Formació Pràctica de Manresa va ser s’encarregat de fabricar la peça amb una impressora 3D.

## Guardonades
- 2021: Maria Dolors Riera i Colom
- 2022: Núria López-Bigas
- 2023: Maria Roser Valentí Vall
- 2024: Rosa Maria Miró i Roig
- 2025: Mar Reguant-Rido